# James Earl Ray

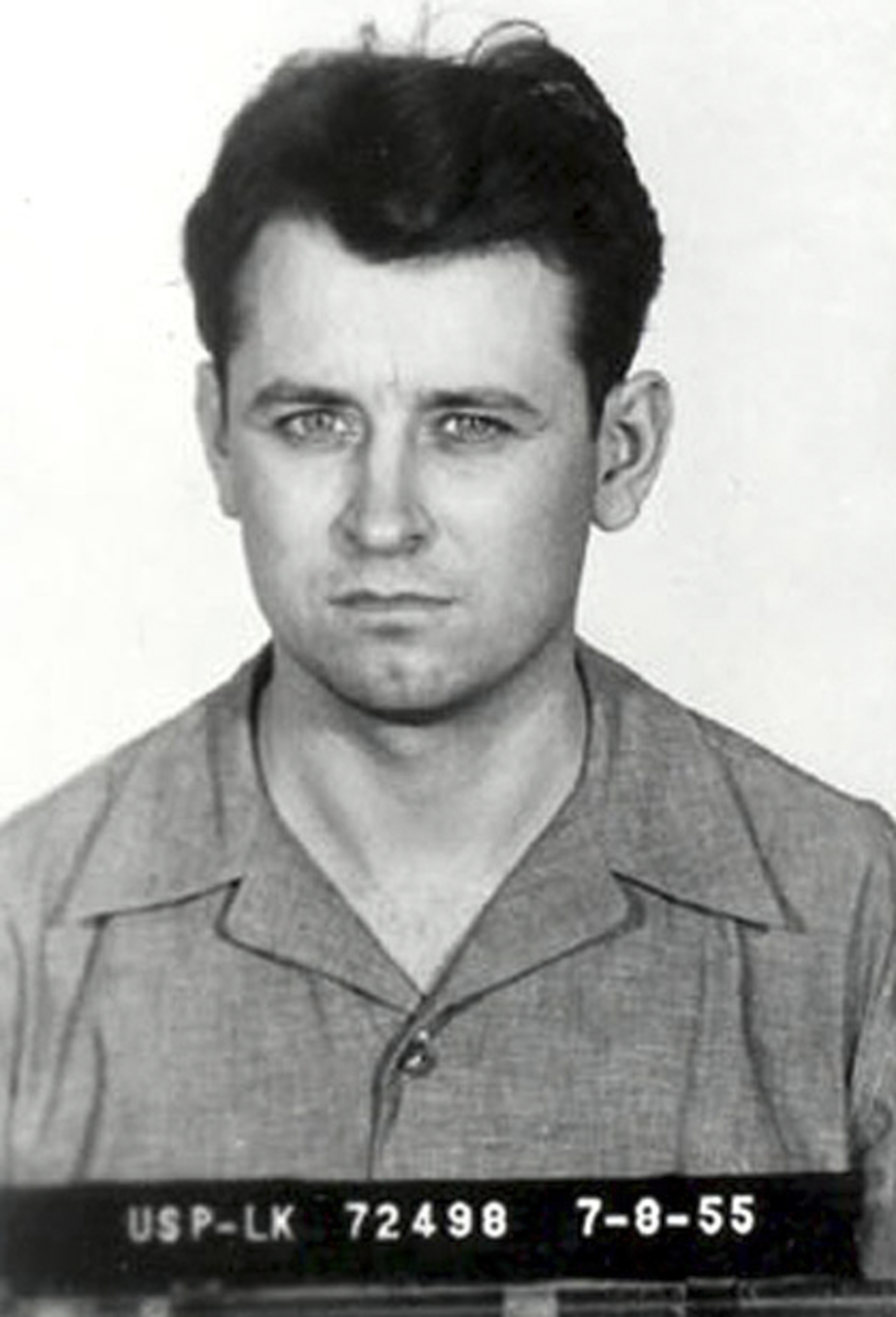
James Earl Ray (1955)

James Earl Ray (* 10. März 1928 in Alton, Illinois; † 23. April 1998 in Nashville, Tennessee) war ein US-Amerikaner, der als Attentäter und als Mörder von Martin Luther King in die Geschichte einging.

## Frühes Leben
Ray wurde als Sohn von George Ellis Ray (selten auch James Gerald Ray) und Lucille Maher geboren und katholisch erzogen; er wuchs in ärmlichen Verhältnissen auf. Seine Vorfahren hatten väterlicherseits walisische und schottische und mütterlicherseits irische Wurzeln.
Im Februar 1935 beging sein Vater, der unter dem Spitznamen „Speedy“ bekannt war, in Alton Scheckbetrug. Um der Strafverfolgung zu entgehen, zog die Familie nach Ewing im US-Bundesstaat Missouri und benannte sich in Raynes um. Dort besuchte Ray bis zum Alter von fünfzehn Jahren die Schule.
Zum Ende des Zweiten Weltkriegs trat er der United States Army bei und diente in Deutschland, obgleich er Mühe hatte, sich den strengen Verhaltensregeln des Militärs unterzuordnen.

## Kriminelle Karriere
Nach dem Ende seiner Militärzeit und der Rückkehr in die USA kam es im Jahr 1949 in Kalifornien nach einem Einbruch zu Rays erster Verurteilung.
Ab 1952 verbüßte er eine weitere, zweijährige Haftstrafe für einen bewaffneten Raubüberfall auf einen Taxifahrer in Illinois.
Im Jahr 1955 wurde er wegen Postbetruges verurteilt, nachdem er in Hannibal, Missouri, Zahlungsanweisungen gestohlen hatte, um sich damit eine Reise nach Florida zu finanzieren; er verbüßte vier Jahre im Bundesgefängnis Leavenworth.
1959 erbeutete er 120 US-Dollar bei einem bewaffneten Raubüberfall auf einen Laden der Firma Kroger in Saint Louis; aufgrund seiner wiederholten Vergehen wurde er diesmal zu zwanzig Jahren Haft im (inzwischen geschlossenen) Bundesgefängnis von Missouri verurteilt, die er am 17. März 1960 als Häftling Nummer 00416J antrat.
1967 gelang ihm die Flucht, indem er sich in einem Lastwagen versteckte, der Brot aus der Gefängnisbäckerei transportierte.
Die erste Etappe seiner Flucht führte ihn zurück nach Saint Louis; es folgten die Stationen Chicago, Toronto, Montreal und schließlich Birmingham in Alabama. Dort kaufte er sich einen Ford Mustang und machte unerkannt seinen Führerschein.
Seine weitere Flucht führte ihn, nach einem Zwischenstopp in Acapulco, nach Puerto Vallarta in Mexiko, wo er am 19. Oktober 1967 eintraf. Unter dem Decknamen Eric Starvo Galt plante Ray eine Karriere als Porno-Regisseur: Er orderte über den Versandhandel eine entsprechende Filmausstattung und begann mit Aufnahmen lokaler Prostituierter. Als der Erfolg ausblieb und sich eine Prostituierte von ihm trennte, mit der Ray eine Beziehung eingegangen war, verließ er am 16. November 1967 Mexiko.
Ray kehrte in die Vereinigten Staaten zurück und erreichte am 19. November 1967 Los Angeles. Sein Pseudonym Galt verwendete er weiterhin.
Während seiner Zeit in Los Angeles besuchte er eine regionale Barkeeper-Schule und nahm Tanzstunden. Sein Hauptinteresse lag jedoch in der Präsidentschaftskampagne von George Wallace. Ray besaß eine ausgeprägte Aversion gegen Schwarze und fühlte sich schnell von Wallaces segregationistischer Plattform angezogen. Er verbrachte einen Großteil seiner Zeit in Los Angeles als Helfer im Kampagnen-Hauptquartier von Wallace in North Hollywood. Er überlegte sich zu dieser Zeit auch, nach Rhodesien (heute Simbabwe) auszuwandern, wo ein weißes Minderheitsregime 1965 einseitig die Unabhängigkeit vom Vereinigten Königreich ausgerufen hatte (Unilateral Declaration of Independence; UDI).

## Tatvorbereitung
Am 5. März 1968 unterzog sich Ray einer Nasenkorrektur, die von Russell Hadley durchgeführt wurde.
Am 18. März 1968 verließ Ray Los Angeles und erreichte am 24. März 1968 Atlanta in Georgia, wo er ein Zimmer in einem Gästehaus bezog. Im selben Zimmer fanden FBI-Agenten später einen Stadtplan Atlantas, auf dem die Standorte der Kirche und des Wohnhauses von Martin Luther King Jr. markiert waren.
In Birmingham, Alabama, kaufte sich Ray am 30. März 1968 eine Vorderschaftrepetierbüchse Model 760 Gamemaster des US-amerikanischen Waffenherstellers Remington Arms und eine Schachtel mit 20 Patronen des Kalibers .30-06 Springfield von der Aeromarine Supply Company. Außerdem kaufte er ein Redfield 2x-7x Zielfernrohr, welches er später an der Waffe montierte.
Den Angestellten des Ladens erzählte er, dass er mit seinem Bruder auf eine Jagdreise gehen wolle, und verwendete diesmal den Decknamen Harvey Lowmeyer.
Nach dem Kauf von Schusswaffe und Zubehör kehrte Ray nach Atlanta zurück. Durch einen Bericht in der Tageszeitung The Atlanta Constitution wusste er, dass Kings Rückkehr nach Memphis, Tennessee, für den 1. April 1968 geplant war. Am 2. April 1968 packte Ray eine Tasche und fuhr nach Memphis.

## Attentat, Festnahme und Verurteilung
Am 4. April 1968 schoss James Ray laut späterem Gerichtsurteil aus dem Badezimmerfenster eines Gästehauses auf Martin Luther King, als dieser gerade auf einem Balkon in der zweiten Etage des gegenüberliegenden Lorraine Motel stand (das heute das National Civil Rights Museum beherbergt). King wurde hierbei tödlich getroffen. Ray flüchtete anschließend aus Memphis mit seinem Auto nach Atlanta, wechselte dort sein Auto und stieg in einen Bus in Richtung Toronto in Kanada, ließ jedoch sein Gewehr und ein Fernglas, die er nicht von seinen Fingerabdrücken gereinigt hatte, in der Nähe des Tatorts zurück. Über einen Monat verbarg er sich in Kanada und erwarb unter dem falschen Namen Ramon George Sneyd einen kanadischen Reisepass. Ende Mai 1968 verließ er Kanada auf einem Flug in Richtung England.
In Europa tauchte er in Lissabon unter und kehrte kurz darauf nach London zurück. Beim Versuch, das Vereinigte Königreich in Richtung Rhodesien (damals noch Apartheidsstaat) zu verlassen, wurde Ray am 8. Juni 1968 auf dem Flughafen London Heathrow festgenommen. Sein Deckname Sneyd war zu diesem Zeitpunkt bereits auf einer Fahndungsliste der Royal Canadian Mounted Police (RCMP).
Zurück in den USA wurde ihm von einem seiner Anwälte geraten, die Tat zu gestehen, um der Todesstrafe zu entgehen. Am 10. März 1969 – seinem Geburtstag – legte Ray ein Geständnis ab und wurde zu 99 Jahren Haft verurteilt. Drei Tage später widerrief er sein Geständnis und bestritt im Folgenden, der Mörder von King gewesen zu sein.

## Flucht 1977
Am 10. Juni 1977 gelang ihm und weiteren fünf Insassen die Flucht aus dem Hochsicherheitsgefängnis in Petros, Tennessee. Mit Hilfe eines Spürhunds konnte er am 13. Juni etwa 8,5 Meilen (ca. 13,6 km) vom Gefängnis entfernt gefunden und festgenommen werden. Wegen dieser Flucht wurde seine Strafe auf 100 Jahre erhöht.

## Zweifel an Rays Täterschaft, Tod
Ray versuchte vergeblich, die Wiederaufnahme seines Verfahrens zu erreichen. In den folgenden Jahren behauptete er wiederholt, das Opfer einer Verschwörung zu sein, verwickelte sich aber teilweise in Widersprüche. So behauptete er immer wieder, dass ein Mann namens Raoul, den er Monate vor der Tat traf, ihm die Anweisung gegeben habe, King zu erschießen. Diese Behauptung variierte er im Laufe der Jahre. Sein größter Erfolg bei den Bemühungen, seine Unschuld zu beweisen, war der Besuch von Dexter King, dem Sohn Martin Luther Kings, 1997 bei ihm im Gefängnis. Dexter schenkte Ray Glauben und beschuldigte öffentlich die Regierung, seinen Vater ermordet zu haben. Die King-Familie unterstützte Rays Forderung nach einer Wiederaufnahme des Verfahrens. 
Neue Dynamik erhielt die Diskussion, als 1993 Lloyd Jowers in einem Interview behauptete, 100.000 US-Dollar für die Anwerbung eines Killers erhalten zu haben. Jowers, der ein Restaurant gegenüber dem Lorraine Motel führte, nannte den Namen des Schützen nicht, gab aber an, es habe sich nicht um Ray gehandelt. Die Familie von Martin Luther King Jr., die nicht an eine Täterschaft Rays glaubte, strengte daraufhin ein Zivilgerichtsverfahren wegen fahrlässiger Tötung an, dessen Geschworene 1999 übereinkamen, dass es sich bei dem Attentat auf King um eine Verschwörung von Mitgliedern der Mafia und der US-Regierung gehandelt habe. Die Jury stützte sich dabei im Wesentlichen auf die Aussagen Jowers, der wegen seines Gesundheitszustandes aber nicht selbst vor Gericht aussagte. Ray war 1998 im Gefängnis gestorben und erlebte das Gerichtsurteil nicht mehr.
Eine 18-monatige erneute Untersuchung des Justizministeriums wies die Ergebnisse des Zivilverfahrens 2000 zurück, da sie auf Hörensagen und voreingenommenen Zeugen basierte. Insbesondere die Aussagen des inzwischen verstorbenen Jowers erschienen wenig glaubhaft, da Bekannte Jowers offenbarten, dass er auf einen Vertrag über die Filmrechte an seiner Geschichte gehofft hatte. Die meisten mit dem Fall vertrauten Experten schenkten den Ausführungen des Gerichts ebenfalls keinen Glauben. Zwar gebe es für eine Verschwörung keine Beweise, es seien allerdings auch nicht alle Ungereimtheiten des Falles restlos aufgeklärt worden.
James Earl Ray starb am 23. April 1998 im Gefängnis an den Folgen eines Nierenversagens, welches wahrscheinlich durch Hepatitis C verursacht wurde. Der Autopsiebericht enthielt darüber hinaus Hinweise auf eine Leberzirrhose. Im Buch von William F. Pepper (ein Freund Martin Luther Kings und später der Anwalt James Earl Rays) wird darauf hingewiesen, dass im Gefängnis bereits zwei Jahre vor seinem Tod bei ihm eine Hepatitis C diagnostiziert, dies jedoch weder Ray noch seinen Angehörigen mitgeteilt worden war. Vom Autor wird hier in Betracht gezogen, dass die Regierung auf Rays Tod gehofft hatte. Weiterhin beleuchtet werden im Buch Geheimdienstaktivitäten der Army in Bezug auf Kings Tod und damit Rays Unschuld sowie das Hinhalten Rays auf einen Prozess seitens der Staatsanwaltschaft. Zur Inhaftierung James Earl Rays habe kein Gerichtsverfahren geführt, so Pepper, da er sich schuldig bekannt habe. Sein Widerruf sei über 25 Jahre von der Justiz ignoriert worden.
Kurz vor Rays Tod hatte der deutsche Autor, Regisseur und Produzent Thomas Giefer Gelegenheit, mit ihm im Gefängnis zu sprechen. Rays Stellungnahme – er bestritt weiterhin die Beteiligung an dem Mord – wurde Teil seiner Fernsehdokumentation. Dort kommen auch zahlreiche weitere Personen zu Wort, die darlegen, dass nicht Ray der Mörder gewesen sei, sondern es sich um ein Komplott gehandelt habe, dessen Drahtzieher in der Mafia, in Kreisen des Militärs und des FBI zu suchen seien. Derart äußern sich unter anderem Anwälte, Detektive, der King-Biograph David Garrow und der frühere UNO-Botschafter der USA, Andrew Young.